# Banta Singh
Banta Singh (ur. w 1924) – indyjski zapaśnik walczący w stylu wolnym. Olimpijczyk z Londynu 1948, gdzie zajął czternaste miejsce w kategorii do 67 kg.

## Letnie Igrzyska Olimpijskie 1948
| Konkurencja      | Rundy eliminacyjne    | Rundy eliminacyjne | Klas. końcowa |
| Konkurencja      | Przeciwnik I          | Przeciwnik II      | Miejsce       |
| ---------------- | --------------------- | ------------------ | ------------- |
| 67 kg styl wolny | Muhammad Musa (EGY) P | Celal Atik (TUR) P | 14.           |